# Ploscuțeni (gmina)
Ploscuțeni – gmina w Rumunii, w okręgu Vrancea. Obejmuje miejscowości Ploscuțeni i Argea. W 2011 roku liczyła 3114 mieszkańców.